# Paulus Voet

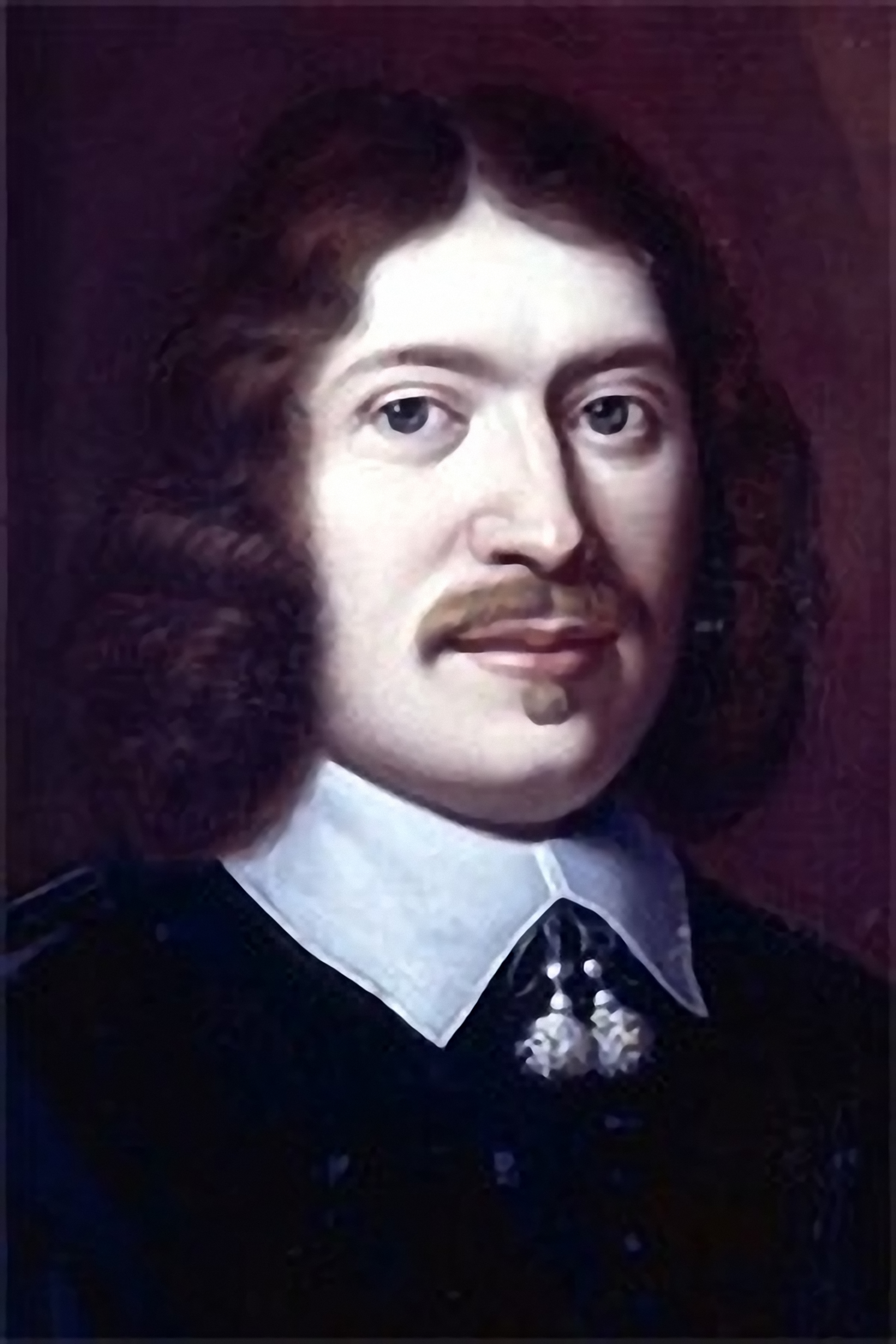
Paulus Voet

Paulus Voet, noto anche con lo pseudonimo di Paul Voetus, o Voetius (Heusden, 7 giugno 1619 – Utrecht, 1º agosto 1667), è stato un filosofo e giurista olandese.

## Biografia
Figlio del predicatore e teologo Gisbert Voetius e di Deliana Jans (1591-1679), ricevette il nome di suo nonno. Nell'estate del 1634 seguì suo padre a Utrecht. Qui Paulus completò i suoi studi in filosofia e diritto. Dopo quattro anni di studio, il 7 giugno 1640 ottenne il master in filosofia. Si costruì una buona reputazione come studioso, chiamato a Deventer, i curatori dell'università di Utrecht decisero di offrirgli la posizione di professore straordinario di metafisica il 19 marzo 1641, posto che ricoprì a partire dal 2 maggio 1641. 
Qui si affermò come sostenitore delle teorie del padre e in seguito fu un oppositore della filosofia di René Descartes. Il 17 giugno 1644 ottenne da ordinario la cattedra di metafisica. Si occupò anche di studi giuridici e ottenne il 4 marzo 1645 il dottorato in legge. Il 10 aprile 1648 gli fu conferita la cattedra di logica e lingua greca, nel 1652 divenne professore straordinario e nell'aprile 1654 professore ordinario di diritto. Fu anche consigliere del tribunale distrettuale di Viane. In qualità di professore di diritto, pose le basi del diritto internazionale occupandosi della questione dell'applicazione di un diritto estraneo da parte di uno stato sovrano. Stato sovrano dovesse applicare il diritto straniero nel suo territorio, uscendo in questo modo dalla tradizione della scuola italo-francese, e volgendo alla più recente Comitas Gentium. Voet partecipò anche all'amministrazione dell'Università di Utrecht e ne fu il rettore nel 1652/53. 
Johannes Voet (1647–1713), uno dei figli di Paulus Voet, divenne a sua volta giurista e insegnò dal 1674 a Utrecht e dal 1780 a Leida.

## Opere

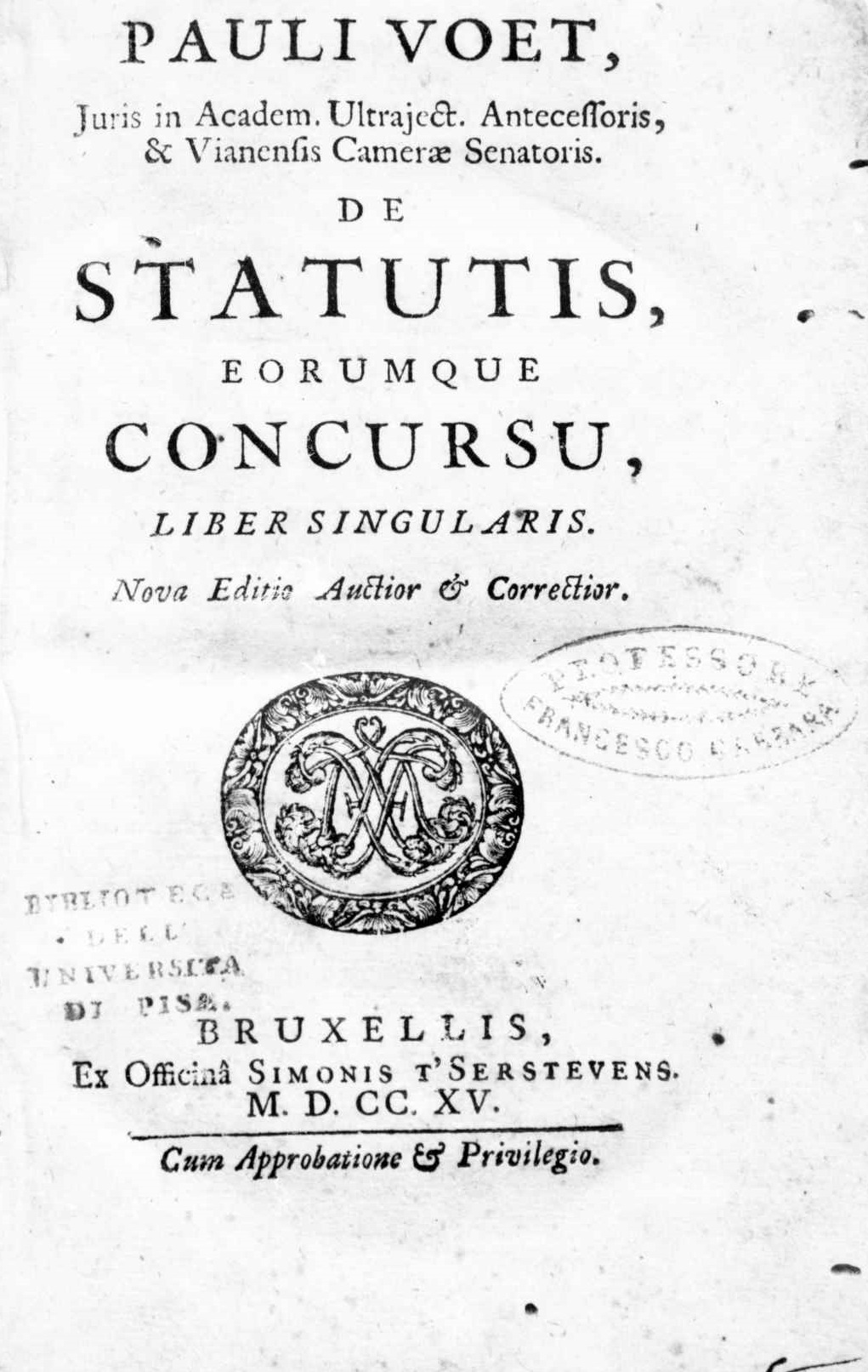
De statutis eorumque concursu, 1715

- Notae nel Museaeum de amoribus Herus et Leandri. Utrecht 1645
- Herodiani Marcum et Commodum imperatores notae. Utrecht 1645 (online ), 1665
- De Duellis licitis et illicitis. Utrecht 1646, 1658, 1728 (online )
- Tribunal iniquum Maresii in causa Schookio Voetiana. Utrecht 1646
- Pietas in parentem contra impotentiam Maresii. Utrecht 1646
- Martinus Schookius A πςοσδιόνυσος. Utrecht 1651
- Harmonia Evangelica. Amsterdam 1654
- Oorspronck, voortganck en daeden the doorluchtige Heeren van Brederode, bij een gesteld door PV, The Right Professor in the Acad. morto Utrecht, en Raetspersoon van de Kaemer van Justitie s 'Lants Vionen. Utrecht 1656 (online )
- Theologia naturalis reformata. Cui subjecta brevis de anima separata disquisition. Utrecht 1656, Amsterdam 1657
- De usu Juris civilis et canonici in Belgio, et more promovendi Doctores. Utrecht 1656 (online )
- de Pactis, liber sing. Utrecht 1658
- De statutis eorumque concursu. Amsterdam 1661 (online ), Liegi 1700
- Jurisprudentia sacra: institutâ Juris Caesarei cum Divino, consuetudinario, atque Canonico, in multis, collatione. Amsterdam 1662
- Histor. Famil. Com. De Brederode. Amsterdam 1663
- Disquisitio juridica de mobilibus et immobilibus. Utrecht 1666, 1714 (online )
- In Quatuor libros Instituteum imperialium Commentarius ubi Juris Civilis tum Antiqui, tum Novi cum Divino, Forensi, Canonico & Feudali in multis collatio instituitur. Utrecht 1668 ( Vol.2 online )
- (LA) De statutis eorumque concursu, Bruxelles, T'Serstevens, Simon, 1715.